# CYP2C9
El citocromo P450 2C9 o CYP2C9 es miembro del sistema oxidasa de función mixta citocromo P450 (EC 1.14.13.48; EC 1.14.13.49; EC 1.14.13.80), que participa en el metabolismo de xenobióticos en el cuerpo. Participa en el metabolismo de varios grupos importantes de fármacos, incluyendo varios antiinflamatorios (AINE) y los sulfonilurea. Existen polimorfismos genéticos en la expresión del gen CYP2C9, con aproximadamente 1-3% de la población de raza blanca considerados pobres metabolizadores —es decir, su metabolismo no es capaz de biotransformar el compuesto—sin ninguna función CYP2C9.

## Bioquímica
Junto con el CYP2C19, el CYP 2C9 representa un 20% de la actividad citocromo P450 del hígado. Está involucrado en el metabolismo de antiinflamatorios no esteroideos, la fenitoína y la S-warfarina, es inhibido por fluvoxamina, el fluconazol, ketoconazol y el metronidazol; y es inducido por el rifampicina, el secobarbital y la fenitoína.

## Polimorfismos genéticos
El citocromo CYP450 2C9 (CYP2C9) es el principal enzima responsable del metabolismo hepático de los anticoagulantes orales como el acenocumarol (Sintrom).
Se ha demostrado una gran variedad polimórfica de este gen asociada con variaciones en los niveles de actividad enzimática. En humanos se han descrito tres variantes alélicas principales: CYP2C9*1 correspondiente al alelo wild type con una actividad enzimática del 100%, CYP2C9*2: Arg144Cys, 430 C>T, localizado en el exón 3, con una frecuencia del 17% en población caucásica y produciendo una disminución de la actividad del citocromo P450 oxidorreductasa debido a una menor interacción con el cofactor y CYP2C9*3: Ile359Leu,1075 A>C localizado en el exón 7, con una frecuencia del 6% en población caucásica y produciendo una disminución de la actividad enzimática por variaciones en el sitio de unión al sustrato. Se ha estimado que la variante *3 tiene una eficiencia 5% y la *2 de 12% respecto al 100% de actividad en individuos wild type.
Existe una fuerte asociación entre estos alelos, metabolizadores lentos,  requerimientos de dosis menores y riesgo de complicaciones hemorrágicas.
El CYP2C9*3 parece ser el alelo de mayor riesgo para hemorragias ya que individuos portadores de este requieren dosis de acenocumarol bajas respecto a la media.